# Jean Noblot
Pour les articles homonymes, voir Noblot.
Jean Noblot est un homme politique français né le 30 août 1816 à Héricourt (Haute-Saône) et est décédé le 12 juillet 1895 au même lieu.
Diplômé de l'École Centrale des Arts et Manufactures (Promotion 1834), il est industriel filateur à Héricourt. Conseiller général, il est sénateur de Haute-Saône, siégeant à gauche, de 1882 à 1891. Il est vice-président de l'Association de l'industrie et de l'agriculture françaises.